# Хадрамаут

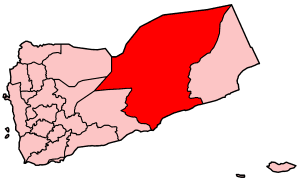
Мухафаза Хадрамаут на карті Ємену

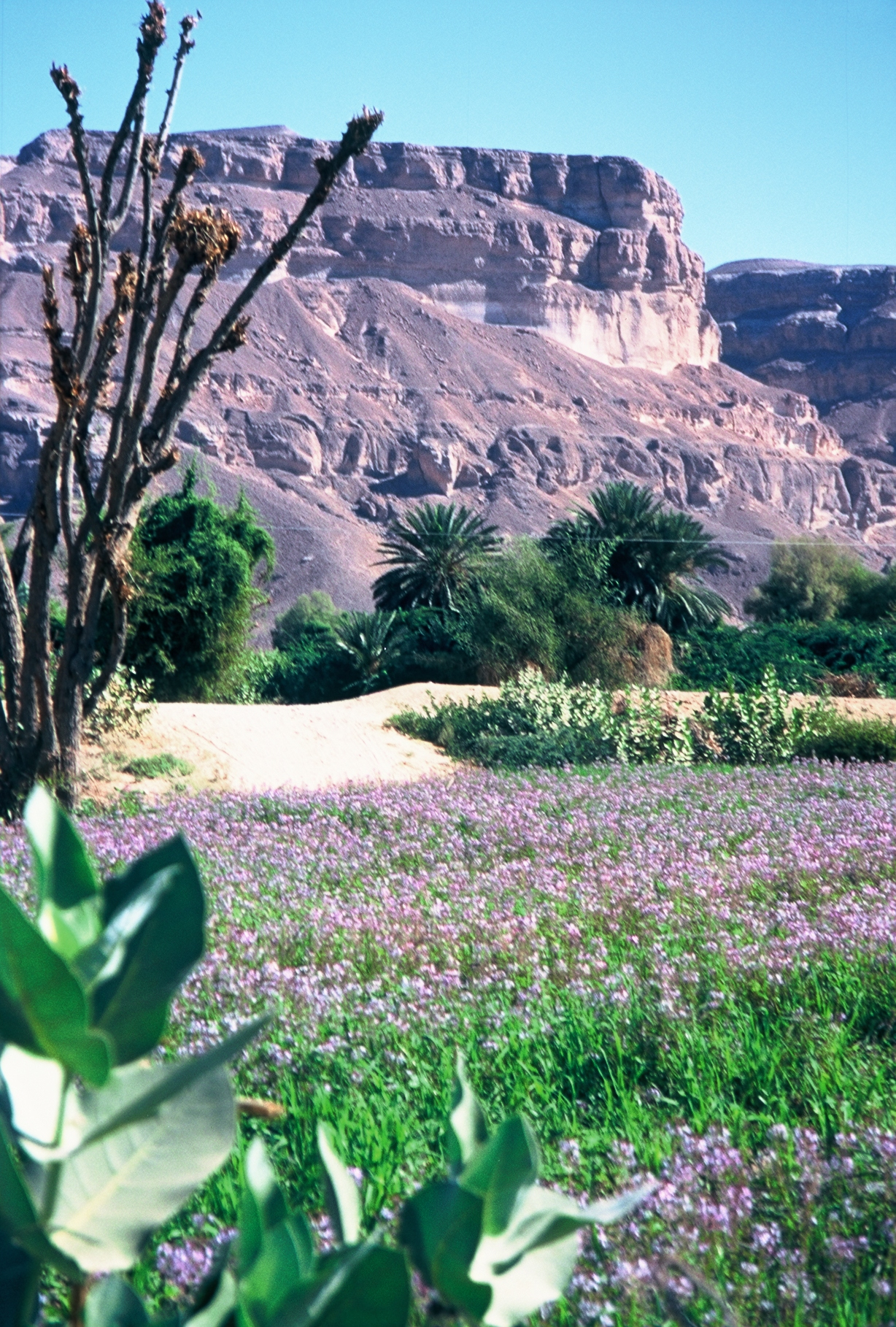
Ваді Хадрамаут в районі Сайвуна

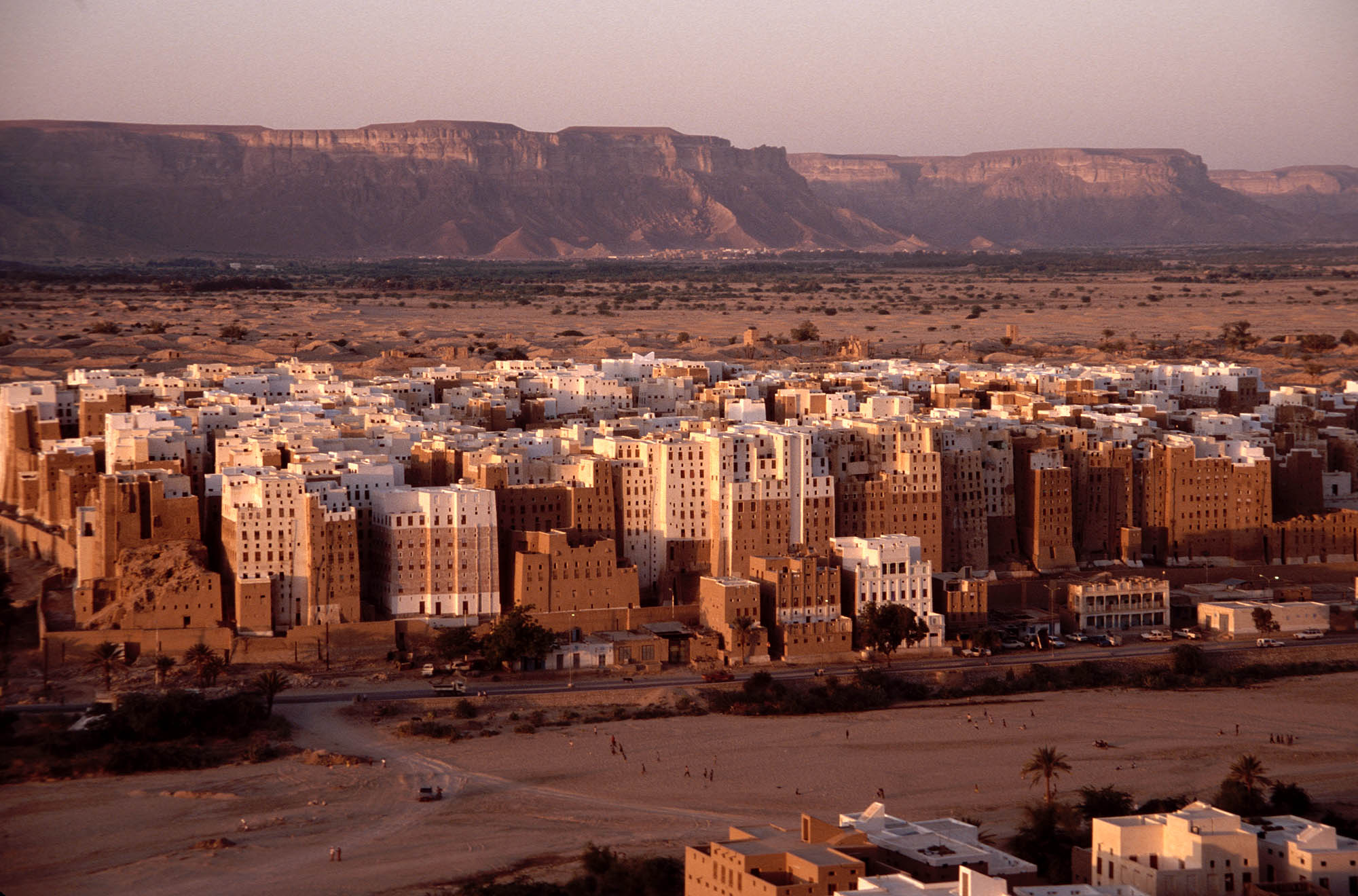
Висотна архітектура в Шибамі, Хадрамаут

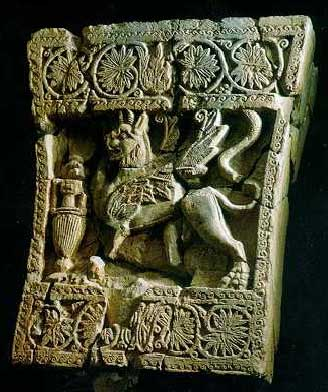
Стародавні скульптури грифонів, з королівського палацу в Шабва, столиця Хадрамауту

Хадрамаут (араб. حضرموت) — історична область на півдні Аравійського півострова, а також назва одного з древніх південноаравійських царств, за яким і отримала ім'я відповідна область Аравії. Іноді область Хадрамаут іменують: губернаторство Хадрамаут, регіон Хадрамаут, мухафаза Хадрамаут — залежно від автора, перекладу і історичного періоду.
В даний час — також назва однієї з провінцій Ємену, в яку, крім континентальної частини, входить архіпелаг Сокотра.

## Походження назви

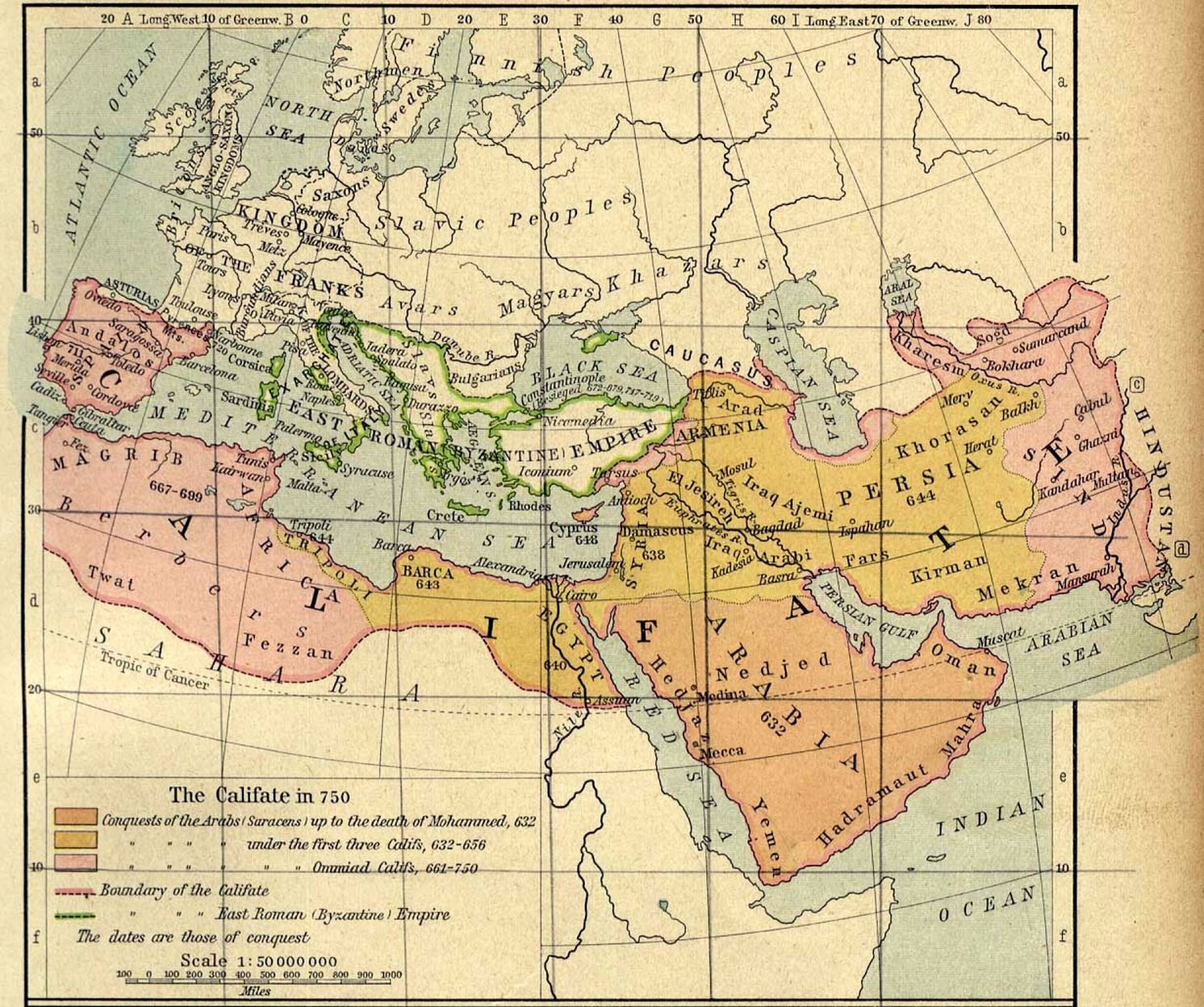
Арабський халіфат в VII і VIII століттях

Походження назви точно не відомо. Було висунуто декілька версій. За однією з них, це прізвисько Амара бен Кахтана (عمرو بن قحطان), що означало «смерть прийшла» від Хадр (арабською — «прийшов, прийшла») і моут (арабською — «смерть»). Це прізвисько він отримав, оскільки його вступ в битву означав смерть багатьох воїнів.
Біблійні словники зводять назву Хадрамаут до Хазармаветху (івр. Хацармавет = חצרמות, що означає «подвір'я (місцевість) смерті»), синові Йоктана в Книзі Буття 10: 26-28.
Згідно зі ще однією версією, слово походить від грецького гідревмата — обгороджені, а часто і укріплені джерела води в ваді (гідревма — укріплений, що охороняється людьми колодязь або пункт водопостачання на караванному шляху).

## Історія

### Домусульманські часи
На рубежі другого — першого тисячоліть до н. е. тут сформувалася держава Хадрамаут зі столицею в Шабві. Воно згадується в Біблії, сабейських написах VII століття до н. е. — IV століття е н. е., в працях античних авторів. Періодично Хадрамаут був союзником іншої держави — Саба. В III столітті правитель Хадрамаута уклав з правителем Саби союз проти Аксумського царства. Є відомості про укладення в II століття Хадрамаутом союзу з Сабейським царством і Аксумом проти Хим'яритського царства. В IV столітті Хим'ярити заволоділи державою Хадрамаут і включили її до складу Хим'яритського царства.
У період між 540 і 547 роками царство Кіндитів було остаточно знищено Лахмідів. Кіндити покинули Внутрішню Аравію і переселилися в Хадрамаут на південь, де залишалася частина їхніх одноплемінників; там вони утворили нову державу. За даними арабських джерел, з Центральної Аравії і зі східних областей переселилося більше 30 тис. кіндитів. Однак вони продовжували брати участь в політичному житті Близького Сходу, у військових походах Хим'яритів виступали як їхні союзники.

### Територія Хадрамаута після приходу арабів
Прихід на територію Хадрамаута арабів привів до поширення арабської мови і ісламу (1-ша половина VII століття). Хадрамаут був у числі перших районів, де поширився рух хариджитів (VII–VIII ст.).
В 1035 році на території Хадрамаута, на узбережжі Аденської затоки засновано поселення Мукалла як рибальське поселення. До середини XI століття ця область входила до складу Оману, а потім до складу єменських держав. На початку XIX століття на територію Хадрамаута вторглися ваххабіти.
Освоєння території Південного Ємену британською Ост-Індською компанією почалося з захоплення в 1832 році порту Аден, який надалі служив базою на морському шляху в Індію. У 1839 році Велика Британія придбала місто-порт Аден, так як він був важливим стратегічним пунктом.
З відкриттям Суецького каналу значення цього форпосту зросла (Канал відкрився для судноплавства 17 листопада 1869 року).
В 1888 році Великій Британії вдалося встановити протекторат над князівством Куайті — найбільшим на території Хадрамаута, в 1918 році — над князівством Катірі. Наприкінці 1930-х рр., після укладення «миру Інграмса», Хадрамаут увійшов до складу Східного протекторату Аден Великої Британії.

### Хадрамаут в XX столітті
Озброєна національно-визвольна боротьба народу Південного Ємену привела в 1967 році до звільнення Хадрамаута і включенню його до складу незалежної Народної Республіки Південного Ємену (з 1970 року — Народна Демократична Республіка Ємен), а в 1990 році, після об'єднання Північного і Південного Ємену, — до складу Єменської Республіки.